# L'Immoraliste
Pour les articles homonymes, voir L'Immoraliste (homonymie).
L'Immoraliste est un récit d'André Gide publié en 1902. Il raconte l'inversion de la conscience morale survenue chez le héros à la suite d'une maladie et d'un retour à la santé qui bouleverse sa physiologie.
L'auteur l'a conçu comme le pendant d’un autre récit, La Porte étroite, qu’il a rédigé concurremment,.

## Présentation générale
Cette œuvre peut se lire dans une perspective autobiographique. De la même manière que le personnage découvre son corps au détour de la tuberculose, André Gide fait une découverte la même année, celle de son homosexualité. Il n'ose l'évoquer explicitement, c'est pourquoi il s'appuie sur les théories esthétiques symbolistes pour en faire une métaphore au travers du caractère allégorique de l'œuvre, donnant lieu également à la possibilité d'une multitude de lectures.

## Résumé
Un personnage rapporte la longue confidence que Michel, « l'immoraliste », a faite devant quelques amis. Érudit peu concerné par la chair, celui-ci a jadis épousé, sans réel amour, une femme dévouée, Marceline, qui éprouve pour lui des sentiments plus vifs.
Au cours de leur voyage de noces en Afrique du Nord, il tombe gravement malade et lutte contre la mort à Biskra, en Algérie. La contemplation des jeunes garçons pleins de santé lui redonne le goût de la vie et il met toute sa volonté à guérir. Le convalescent est bientôt un homme neuf, attentif à son corps, au monde présent et sensuel qui l'entoure.
Dans un premier temps, en partie par reconnaissance pour les soins qu’elle lui a prodigués, Michel entoure Marceline d’affection et le couple file en Italie le parfait amour. Puis ils rentrent en France pour vivre en Normandie et à Paris, où Michel obtient une chaire au Collège de France. Il rencontre alors Ménalque, dont la philosophie, proche de ce qui est devenu la sienne, lui procure à la fois exaltation et irritation.
Marceline, enceinte, fait une fausse couche et demeure maladive. Au lieu de lui laisser le temps de guérir en Suisse, où ils se sont installés, Michel l’entraîne dans une fuite en avant qui les ramène à Biskra, avant un dernier voyage vers Touggourt. Là, Marceline meurt, d’épuisement, de délaissement et d’amertume. Michel y mène une vie désœuvrée, avant de demander à ses amis de l’en arracher.

## Réception de l'œuvre
L’œuvre paraît en 1902. André Gide est alors âgé de 33 ans, mais celui-ci est encore peu connu en dehors des milieux littéraires. Le livre reçoit un accueil plutôt positif, malgré l’aspect scabreux du récit. Gide se verra donner une réputation d’immoraliste au tournant d’un contresens autour de l’œuvre, ce qui ne déplaira pas pour autant à son auteur.
Elle recevra tout de même de vives critiques, de même que Les Caves du Vatican (1914) et les Faux-Monnayeurs qui suivent en 1925, notamment de Henri Massis et de Henri Béraud. Ils l'accusent inlassablement de pervertisseurs de la jeunesse, et jugent les sujets qu'ils abordent dans ses fictions de scabreux, tel que la pédérastie.

## L'œuvre en détail

### Préface
La préface est rédigée par André Gide lui-même, elle semble constituer une notice à la lecture de l’œuvre, « je donne ce livre pour ce qu’il vaut ».
Gide s’oppose aux maîtres à penser représentés par le nationalisme et le traditionalisme, portés par Bourget et Barrès principalement au XXe siècle,. Gide entend écrire une littérature qui dérange et non qui assure. Ainsi Michel n’est ni un modèle absolu, ni un contre-modèle absolu. « Que si j’avais donné mon héros pour exemple, il faut convenir que j’aurais bien mal réussi » et « Que si j’avais donné ce livre pour un acte d’accusation contre Michel, je n’aurais guère réussi d’avantage, car nul ne me sut gré de l’indignation qu’il ressentait contre mon héros ». À la différence de Paul Bourget et de Maurice Barrès, Gide refuse catégoriquement le roman à thèse, et ainsi se refuse également à conclure, laisser le lecteur dans le tourment, terrain propice à la réflexion.
De cela, Gide conclut en nous disant qu’au travers du « problème » soulevé par le sujet de son récit, il n’a pas cherché à y répondre ou à « prouver » quoique ce soit, mais bien plutôt de « peindre et d’éclairer [ma] peinture. ». Entre autres, Gide ne cherche pas à donner une réponse toute faite au lecteur quant à ces questions de moralité, mais il représente le problème qu’elle représente, en restant dans l’indécision afin de déranger le lecteur et de le pousser à conclure par lui-même.

### Introduction
Cette introduction, André Gide la présente comme une lettre, une adresse à un certain « Monsieur D. R. Président du conseil » le « Sidi b. M. 30 juillet 189. ». Le narrateur de cette entrée dans l'œuvre, est, on le comprend, un des trois amis de collège de Michel, ce « moi », et le sera pendant tout le reste du récit puisqu'il se fait le rapporteur des paroles de Michel auprès du président du conseil, « Je t'adresse donc ce récit, tel que Denis, Daniel et moi l'entendîmes ». Il assume l'écriture par personne interposée des aventures de Michel, mais aussi il lui revient la tâche de rassembler et de signifier ces moments éclatés de vie. Le narrateur nous rapporte que Michel a changé, qu'il est devenu comme une autre personne, « Un changement se produisait en lui ». Il dit même un peu plus loin, « Ce n'était plus le puritain très docte de naguère, aux gestes maladroits à force d'être convaincus, aux regards si clairs que devant eux nos trop libres propos s'arrêtèrent. ». Ce roman est publié au tout début du XXe siècle (1902), période littéraire de prolifération du roman d'éducation. Si on ne peut qualifier l'Immoraliste de roman à proprement parler, il s'agit pourtant bien d'un récit d'éducation, tel que défini par la théorie littéraire : « On a employé l'expression roman d'éducation (Bildungsroman), en référence à un archétype du genre, Les Années d'apprentissage de Wilhelm Meister, de Goethe, pour désigner tous les récits qui décrivent les péripéties que connaît un héros dans son apprentissage du monde et qui montrent les leçons qui en sont tirées. ». Michel fait bien apprentissage durant ce récit, celui de son corps qu'il découvre au travers de sa maladie d'abord, puis sensuellement, au travers de ses expériences du monde. Pourtant, ce parcours éducatif que Gide fait vivre à son personnage ne suit pas l'ordre habituel propre aux romans d'éducation de la Belle époque. Michel est un homme éduqué, avec une position sociale confortable au début du récit, tel que le témoigne le statut social de son ami à qui est rapporté son périple, « président du conseil ». Il semblerait alors être déjà un personnage éduqué, que l'on retrouverait bien plutôt à la fin d'un roman d'éducation’ . Ici se joue donc l'idéal de l'éducation gidienne, qui ne repose alors pas sur celui des valeurs bourgeoises, tels que peuvent les porter Bourget ou Barrès. « Michel est dévoué : il l'est encore : il ne le sera bientôt plus qu'à lui-même. », cette phrase laisse paraître l'idéal gidien. C'est l'idéal de l'exaltation de soi en faisant naître en nous l'être le plus irremplaçable, le plus unique, le barbare authentique défini par lui-même et non une culture. C'est aussi son idéal du nomadisme, que l'on voit au travers du voyage de Michel qui lui permet de se découvrir, mais aussi dans Les Nourritures Terrestres où Nathanaël se découvre dans son voyage avec Ménalque, que Gide nous transmet.